# Ronald Drever

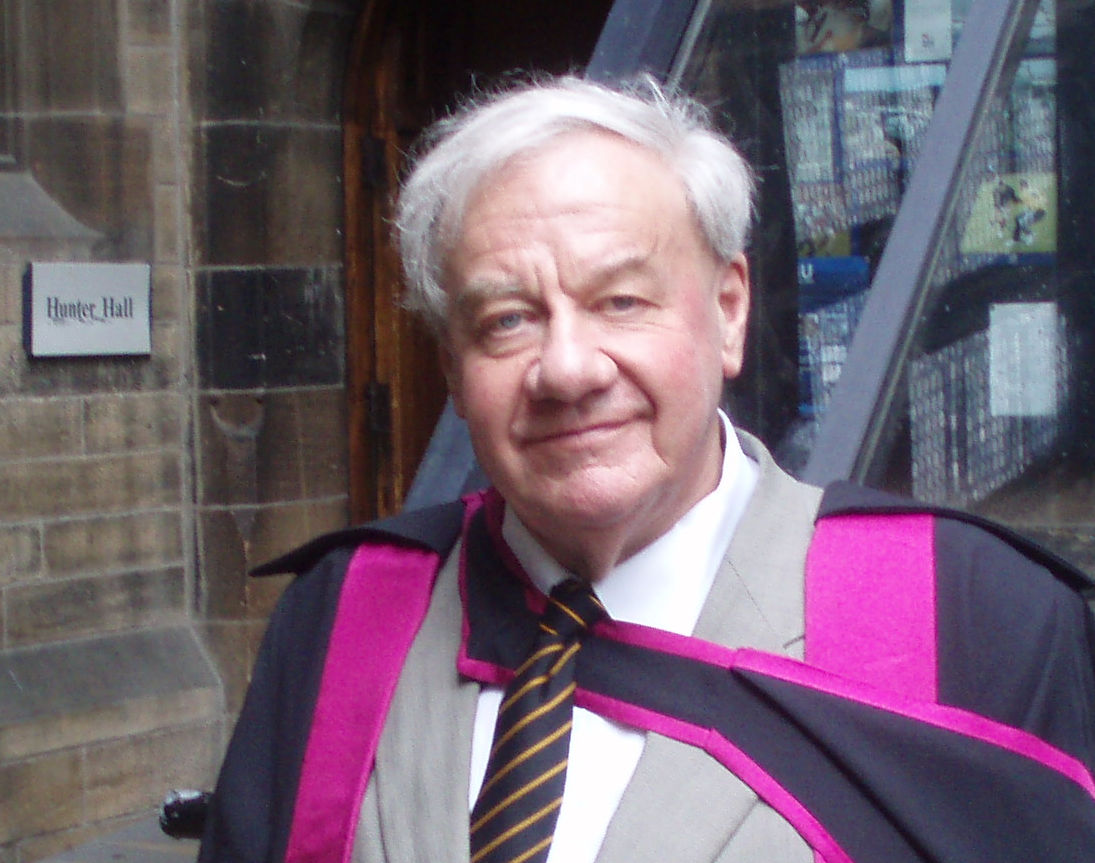
Ronald Drever, 2007

Ronald William Prest Drever (* 26. Oktober 1931 in Bishopton, Schottland; † 7. März 2017 in Edinburgh, Schottland) war ein britischer Physiker.

## Leben
Drever war der Sohn eines Arztes und wuchs unter beengten finanziellen Verhältnissen auf dem Land auf. Er erhielt den B.Sc. (Pure Science Honours) der University of Glasgow 1953 und den Ph.D. (in Natural Philosophy) 1958 von derselben Universität. Er ging 1979 ans Caltech und war 1992 Mitbegründer des LIGO-Projekts (Laser Interferometer Gravitational Wave Observatory) und war an der Erfindung des nach ihm benannten Pound-Drever-Hall-Verfahren zur Frequenzstabilisierung von Lasern speziell für Gravitationswellendetektoren beteiligt. Die Technik spielte eine wesentliche Rolle im Ligo-Projekt. Ebenso führte er 1961 eines der ersten Hughes-Drever-Experimente zur Messung der Anisotropie der Masse bzw. des Raumes in der Allgemeinen Relativitätstheorie durch. Er war Professor am Caltech.
Ab etwa 1972 befasste er sich mit Gravitationswellendetektoren vom Weber-Typ, von denen er solche mit ungewöhnlich hoher Bandbreite entwickelte, dann wandte er sich noch in den 1970er Jahren der Laserinterferometrie zum Gravitationswellennachweis zu. Er befasste sich auch mit Experimenten zur gravitativen Rotverschiebung von Photonen (in Harvard) und atmosphärischen Cerenkov- und Fluoreszenzmessungen in Zusammenhang mit Supernova-Beobachtungen.
Drever war Berater für Regierungen zur Finanzierung von Projekten im Wissenschaftsbereich, unter anderem bei der National Science Foundation (Vereinigte Staaten) und des Astronomy Policy and Grants committee (Vereinigtes Königreich). Ferner war er Vizepräsident der Royal Astronomical Society.
Er konnte die erste direkte Beobachtung von Gravitationswellen in dem von ihm mitbegründeten Ligo-Projekt nur eingeschränkt verfolgen, da er an Demenz erkrankt in einem Edinburgher Pflegeheim lebte. Seit 2016 zählte ihn Thomson Reuters aufgrund der Zahl seiner Zitierungen zu den Favoriten auf einen Nobelpreis (Thomson Reuters Citation Laureates). Als dieser im Oktober 2017 an Barry Barish, Rainer Weiss und Kip Thorne für das LIGO Projekt und den direkten Nachweis von Gravitationswellen verliehen wurde, war er schon verstorben.

## Auszeichnungen
- Fellow der American Physical Society
- Fellow der Royal Society of Edinburgh
- 2002 Fellow der American Academy of Arts and Sciences[6]
- 2007 Einstein-Preis[7]
- 2016 Gruber-Preis für Kosmologie
- 2016 Special Fundamental Physics Prize
- 2016 Shaw Prize
- 2016 Kavli-Preis
- 2016 Harvey-Preis

## Schriften
- R. W. P. Drever, G.M. Ford, J. Hough, I.M. Kerr, A.J. Munley, J.R. Pugh, N.A. Robertson, H. Ward: A gravity wave detector using optical cavity sensing, in: Schmutzer (Hrsg.), Proc. 9. Int. Conf. Gen.Rel. Grav., Jena 1980, S. 265–267
- R. W. P. Drever, J. L. Hall, F. V. Kowalsky, J. Hough, G. M. Ford, A. J. Munley, H. Ward: Laser phase and frequency stabilization using an optical resonator, Appl. Phys. B, Band 31, 1983, S. 97–105